# Bataille de Coplé
Guerre fédérale
La bataille de Coplé est livrée le 17 février 1860 au Venezuela pendant la guerre civile qui oppose de 1859 à 1863, les conservateurs ou constitutionnalistes alors au pouvoir, aux rebelles fédéralistes.
Après une première campagne victorieuse qui les conduit à remporter sur leurs adversaires la bataille de Santa Inés le 10 décembre 1859, les fédéralistes perdent leur chef le plus brillant Ezequiel Zamora, tué lors de la prise de la ville de San Carlos. Juan Crisóstomo Falcón, le chef des fédéralistes, prend sa succession à la tête de l'armée rebelle. Cependant, moins talentueux militairement que son prédécesseur, il est complètement battu par les conservateurs près de la lagune de Coplé, à l'issue d'une bataille de 55 minutes. Quoique ses troupes ne soient pas poursuivies par les vainqueurs, la déroute entraîne la désagrégation de l'armée tandis que Falcón et plusieurs autres chefs de la rébellion partent chercher refuge en Confédération grenadine.
Le conflit se transforme alors principalement en guerre de guérilla jusqu'à la fin de 1862, époque à laquelle se déroule la bataille de Buchivacoa, troisième et dernier engagement majeur du conflit.

## Référence
1. 1 2  Robert L. Scheina, Latin America's Wars, the age of the Caudillo, 1791-1899, page 242

## Sources
- (en) Robert L. Scheina, Latin America's wars, vol. 1 : The age of the Caudillo, 1791-1899, Washington, D.C, Brassey's, Inc, 2003, 569 p. (ISBN 978-1-574-88450-0 et 978-1-574-88449-4)